# L'Ignorant
L’Ignorant (poèmes 1952-1956) est un recueil de poèmes de Philippe Jaccottet, paru en 1958 aux Éditions Gallimard, dans la collection Blanche. Les poèmes le composant ont été repris dans le recueil de poche Poésie 1946-1967, publié en 1971.

## Composition du recueil

### Édition de poche
- Prière entre la nuit et le jour
- Nouvelles notes pour la semaison
- Notes pour le petit jour
- Au petit jour
- Le secret
- La patience
- La voix
- L'hiver
- L'ignorant
- Le travail du poète
- La veillée funèbre
- Les gitans
- Lettre du vingt-six juin
- L'inattendu
- Sur les pas de la lune
- Paroles dans l'air
- La raison
- Blessure vue de loin
- Le locataire (dédicacé à Francis Ponge)
- Que la fin nous illumine - où se trouve le vers « L'effacement soit ma façon de resplendir » qui résume l'un des aspects de la poétique de Jaccottet.
- Le combat inégal
- Dans un tourbillon de neige
- Soleil d'hiver
- L'aveu dans l'obscurité
- Les distances
- La promenade à la fin de l'été
- Le livre des morts (en VII parties)

## Versification
Par rapport à l'Effraie, Jaccottet n'emploie plus le sonnet ; on retrouve des quatrains, mais les strophes majoritaires sont plus diverses et originales, avec un plus grand nombre de poèmes polymétriques ; la rime est toujours présente, mais moins que dans le recueil précédent. Selon Hélène Samson, le lyrisme devient « discret [et] conversationnel », signe d'une évolution depuis celui, « inspiré » et expansif, du Requiem et des premiers poèmes. Jaccottet commence à trouver « sa propre voix lyrique, sa « mesure prosodique » propre » : c'est le « poème-discours ». Cette voix propre se manifeste à travers la « sophistication des vers », l'apparition du vers libre, et l'utilisation du vers de 14 syllabes, que Jaccottet a employé dans sa traduction de l’Odyssée.